# Anahuac
L'Anahuac est le nom nahuatl du Mexique, appliqué aujourd'hui au plateau des environs de Mexico. Avant l'arrivée des Européens, la région était habitée par des peuples indigènes civilisés comme les Toltèques, les Chichimèques, les Acolhuas et surtout les Aztèques. Au centre du Mexique, la région s'étend de 17° de latitude Nord, à partir des plaines de Tabasco et de Tehuantepec, à 21° Nord, où elle se perd dans la Sierra Madre orientale.
Pendant la guerre d'indépendance du Mexique en 1810, le nom d'« Anahuac » a été envisagé pour le nouvel État indépendant (cf. le Congrès d'Anahuac). 